# Чемпіонат світу з футболу 2014 (кваліфікаційний раунд, КОНМЕБОЛ)
Кваліфікаційній раунд чемпіонату світу з футболу 2014 у зоні КОНМЕБОЛ проходив з 2011 до 2013 року і визначив учасників ЧС-2014 у Бразилії від КОНМЕБОЛ.

## Учасники
У відбірковому турнірі беруть участь 9 з 10 членів КОНМЕБОЛ. Бразилія як організатор чемпіонату автоматично отримала місце у фінальному турнірі.

## Турнір
Турнір проходить за круговою системою в два кола. Команди, що зайняли місця з 1 по 4, виходять у фінальний турнір чемпіонату світу. Команда, що посіла 5 місце, бере участь в міжконтинентальних стикових матчах з 5-ю збірною зони АФК.
| М  | Команда   | І  | В | Н | П  | МЗ | МП | РМ  | О  |
| -- | --------- | -- | - | - | -- | -- | -- | --- | -- |
| 1. | Аргентина | 16 | 9 | 5 | 2  | 35 | 15 | +20 | 32 |
| 2. | Колумбія  | 16 | 9 | 3 | 4  | 27 | 13 | +14 | 30 |
| 3. | Чилі      | 16 | 9 | 1 | 6  | 29 | 25 | +4  | 28 |
| 4. | Еквадор   | 16 | 7 | 4 | 5  | 20 | 16 | +4  | 25 |
| 5. | Уругвай   | 16 | 7 | 4 | 5  | 25 | 25 | 0   | 25 |
| 6. | Венесуела | 16 | 5 | 5 | 6  | 14 | 20 | −6  | 20 |
| 7. | Перу      | 16 | 4 | 3 | 9  | 17 | 26 | −9  | 15 |
| 8. | Болівія   | 16 | 2 | 6 | 8  | 17 | 30 | −13 | 12 |
| 9. | Парагвай  | 16 | 3 | 3 | 10 | 17 | 31 | −14 | 12 |

## Матчі
Матчі грають з 7 жовтня 2011 по 15 жовтня 2013 року.

### Ігровий день 1
| 7 жовтня 2011 17:00 UTC−2 |

| Уругвай                              | 4 – 2    | Болівія                       |
| ------------------------------------ | -------- | ----------------------------- |
| Суарес 3' Лугано 25', 71' Кавані 34' | Протокол | Кардосо 17' Морено 87' (пен.) |

| Естадіо Сентенаріо, Монтевідео Глядачів: 25 500 Арбітр: Віктор Уго Каррілльйо (Перу) |

| 7 жовтня 2011 16:05 UTC−5 |

| Еквадор                 | 2 – 0    | Венесуела |
| ----------------------- | -------- | --------- |
| Х. Аюві 15' Бенітес 28' | Протокол |           |

| Олімпіко Атауальпа, Кіто Глядачів: 32 278 Арбітр: Енріке Оссес (Чилі) |

| 7 жовтня 2011 20:10 UTC−3 |

| Аргентина                     | 4 – 1    | Чилі          |
| ----------------------------- | -------- | ------------- |
| Ігуаїн 7', 52', 63' Мессі 25' | Протокол | Фернандес 59' |

| Монументаль Рівер Плейт, Буенос-Айрес Глядачів: 26 161 Арбітр: Вільмар Ролдан (Колумбія) |

| 7 жовтня 2011 20:15 UTC−5 |

| Перу             | 2 – 0    | Парагвай |
| ---------------- | -------- | -------- |
| Герреро 46', 71' | Протокол |          |

| Національний, Ліма Глядачів: 39 600 Арбітр: Серхіо Пессотта (Аргентина) |

### Ігровий день 2
| 11 жовтня 2011 16:00 UTC−4 |

| Болівія    | 1 – 2    | Колумбія                |
| ---------- | -------- | ----------------------- |
| Флорес 85' | Протокол | Пабон 48' Фалькао 90+3' |

| Ернандо Сілес, Ла-Пас Глядачів: 33 155 Арбітр: Карлос Амарілла (Парагвай) |

| 11 жовтня 2011 19:45 UTC−3 |

| Чилі                                            | 4 – 2    | Перу                   |
| ----------------------------------------------- | -------- | ---------------------- |
| Понсе 2' Варгас 18' Медель 48' Суасо 63' (пен.) | Протокол | Пісарро 49' Фарфан 60' |

| Монументальний, Сантьяго Глядачів: 39 000 Арбітр: Рауль Ороско (Болівія) |

| 11 жовтня 2011 19:45 UTC−3 |

| Парагвай    | 1 – 1    | Уругвай    |
| ----------- | -------- | ---------- |
| Ортіс 90+2' | Протокол | Форлан 68' |

| Дефенсорес дель Чако, Асунсьйон Глядачів: 12 922 Арбітр: Вілсон Сенеме (Бразилія) |

| 11 жовтня 2011 20:20 UTC−4:30 |

| Венесуела      | 1 – 0    | Аргентина |
| -------------- | -------- | --------- |
| Амореб'єта 62' | Протокол |           |

| Хосе Антоніо, Пуерто-ла-Крус Глядачів: 35 600 Арбітр: Роберто Сільвера (Уругвай) |

### Ігровий день 3
| 11 листопада 2011 17:00 UTC−3 |

| Аргентина   | 1 – 1    | Болівія    |
| ----------- | -------- | ---------- |
| Лавессі 60' | Протокол | Морено 55' |

| Монументаль Рівер Плейт, Буенос-Айрес Глядачів: 27 592 Арбітр: Карлос Вера (Еквадор) |

| 11 листопада 2011 20:00 UTC−2 |

| Уругвай                   | 4 – 0    | Чилі |
| ------------------------- | -------- | ---- |
| Суарес 42', 45', 67', 73' | Протокол |      |

| Естадіо Сентенаріо, Монтевідео Глядачів: 40 500 Арбітр: Ектор Бальдассі (Аргентина) |

| 11 листопада 2011 19:00 UTC−5 |

| Колумбія   | 1 – 1    | Венесуела       |
| ---------- | -------- | --------------- |
| Гуарін 11' | Протокол | Ф. Фельтшер 78' |

| Метрополітано Роберто Мелендес, Барранкілья Глядачів: 43 953 Арбітр: Омар Понсе (Еквадор) |

| 11 листопада 2011 21:00 UTC−3 |

| Парагвай              | 2 – 1    | Еквадор     |
| --------------------- | -------- | ----------- |
| Ріверос 47' Верон 57' | Протокол | Рохас 90+2' |

| Дефенсорес дель Чако, Асунсьйон Глядачів: 11 173 Арбітр: Ернандо Буїтраго (Колумбія) |

### Ігровий день 4
| 15 листопада 2011 16:00 UTC−5 |

| Колумбія  | 1 – 2    | Аргентина            |
| --------- | -------- | -------------------- |
| Пабон 44' | Протокол | Мессі 60' Агуеро 83' |

| Метрополітано Роберто Мелендес, Барранкілья Глядачів: 49 600 Арбітр: Салвіу Фагундеш (Бразилія) |

| 15 листопада 2011 16:00 UTC−5 |

| Еквадор                | 2 – 0    | Перу |
| ---------------------- | -------- | ---- |
| Мендес 69' Бенітес 88' | Протокол |      |

| Олімпіко Атауальпа, Кіто Глядачів: 34 481 Арбітр: Хорхе Ларріонда (Уругвай) |

| 15 листопада 2011 20:30 UTC−3 |

| Чилі                     | 2 – 0    | Парагвай |
| ------------------------ | -------- | -------- |
| Контрерас 28' Кампос 86' | Протокол |          |

| Національний, Сантьяго Глядачів: 44 726 Арбітр: Ебер Лопеш (Бразилія) |

| 15 листопада 2011 20:30 UTC−4:30 |

| Венесуела       | 1 – 0    | Болівія |
| --------------- | -------- | ------- |
| Віскаррондо 25' | Протокол |         |

| Полідепортіво де Пуебло Нуево, Сан-Кристобаль Глядачів: 33 351 Арбітр: Джорджес Баклі (Перу) |

### Ігровий день 5
| 2 червня 2012 15:00 UTC−3 |

| Уругвай    | 1 – 1    | Венесуела  |
| ---------- | -------- | ---------- |
| Форлан 38' | Протокол | Рондон 84' |

| Естадіо Сентенаріо, Монтевідео Глядачів: 57 000 Арбітр: Антоніо Аріас (Парагвай) |

| 2 червня 2012 16:10 UTC−4 |

| Болівія | 0 – 2    | Чилі                     |
| ------- | -------- | ------------------------ |
|         | Протокол | Арангіс 45+2' Відаль 83' |

| Ернандо Сілес, Ла-Пас Глядачів: 34 389 Арбітр: Альфредо Інтріаго (Еквадор) |

| 2 червня 2012 19:30 UTC−3 |

| Аргентина                                    | 4 – 0    | Еквадор |
| -------------------------------------------- | -------- | ------- |
| Агуеро 19' Ігуаїн 29' Мессі 31' ді Марія 76' | Протокол |         |

| Монументаль Антоніо Веспусіо Ліберті, Буенос-Айрес Глядачів: 50 000 Арбітр: Віктор Рівера (Перу) |

| 3 червня 2012 17:00 UTC−5 |

| Перу | 0 – 1    | Колумбія     |
| ---- | -------- | ------------ |
|      | Протокол | Родрігес 51' |

| Національний, Ліма Глядачів: 35 724 Арбітр: Нестор Пітана (Аргентина) |

### Ігровий день 6
| 9 червня 2012 16:00 UTC−4 |

| Болівія                   | 3 – 1    | Парагвай    |
| ------------------------- | -------- | ----------- |
| Пенья 9' Ескобар 69', 80' | Протокол | Ріверос 81' |

| Ернандо Сілес, Ла-Пас Глядачів: 17 320 Арбітр: Роберто Сільвера (Уругвай) |

| 9 червня 2012 18:05 UTC−4:30 |

| Венесуела | 0 – 2    | Чилі                           |
| --------- | -------- | ------------------------------ |
|           | Протокол | М. Фернандес 85' Арангіс 90+1' |

| Хосе Антоніо Ансоатегі, Пуерто-ла-Крус Глядачів: 35 000 Арбітр: Ернандо Буїтраго (Колумбія) |

| 10 червня 2012 15:30 UTC−3 |

| Уругвай                                          | 4 – 2    | Перу                       |
| ------------------------------------------------ | -------- | -------------------------- |
| Суарес 15' Перейра 29' Родрігес 62' Егурен 90+3' | Протокол | Годін 40' (аг) Герреро 47' |

| Естадіо Сентенаріо, Монтевідео Глядачів: 55 000 Арбітр: Леандру Вуаден (Бразилія) |

| 10 червня 2012 16:00 UTC−5 |

| Еквадор     | 1 − 0    | Колумбія |
| ----------- | -------- | -------- |
| Бенітес 53' | Протокол |          |

| Олімпіко Атауальпа, Кіто Глядачів: 37 353 Арбітр: Вілсон Сенеме (Бразилія) |

### Ігровий день 7
| 7 вересня 2012 15:30 UTC−5 |

| Колумбія                                  | 4 – 0           | Уругвай |
| ----------------------------------------- | --------------- | ------- |
| Фалькао 2' Гутьєррес 47', 52' Суньїга 90' | Протокол(англ.) |         |

| Метрополітано Роберто Мелендес, Барранкілья Арбітр: Ебер Лопеш (Бразилія) |

| 7 вересня 2012 16:00 UTC−5 |

| Еквадор            | 1 – 0           | Болівія |
| ------------------ | --------------- | ------- |
| Сайседо 74' (пен.) | Протокол(англ.) |         |

| Олімпіко Атауальпа, Кіто Арбітр: Хуан Сото (Венесуела) |

| 7 вересня 2012 20:10 UTC−3 |

| Аргентина                        | 3 – 1           | Парагвай          |
| -------------------------------- | --------------- | ----------------- |
| ді Марія 3' Ігуаїн 30' Мессі 64' | Протокол(англ.) | Фаббро 17' (пен.) |

| Ештадіо Маріо Альберто Кемпес, Кордова Арбітр: Вілсон Сенеме (Бразилія) |

| 7 вересня 2012 20:25 UTC−5 |

| Перу            | 2 – 1           | Венесуела  |
| --------------- | --------------- | ---------- |
| Фарфан 47', 59' | Протокол(англ.) | Аранго 43' |

| Національний, Ліма Арбітр: Мартін Васкес (Уругвай) |

### Ігровий день 8
| 11 вересня 2012 16:30 UTC−3 |

| Чилі          | 1 – 3           | Колумбія                               |
| ------------- | --------------- | -------------------------------------- |
| Фернандес 41' | Протокол(англ.) | Родрігес 58' Фалькао 73' Гутьєррес 76' |

| Естадіо Монуменатль Давід Ареллано, Сантьяго Арбітр: Віктор Уго Карільйо (Перу) |

| 11 вересня 2012 18:30 UTC−3 |

| Уругвай    | 1 – 1           | Еквадор    |
| ---------- | --------------- | ---------- |
| Кавані 67' | Протокол(англ.) | Сайседо 8' |

| Естадіо Сентенаріо, Монтевідео Арбітр: Карлос Амарілья (Парагвай) |

| 11 вересня 2012 19:25 UTC−4 |

| Парагвай | 0 – 2           | Венесуела       |
| -------- | --------------- | --------------- |
|          | Протокол(англ.) | Рондон 45', 68' |

| Естадіо Дефенсорес дель Чако, Асунсьйон Арбітр: Енріке Оссес (Чилі) |

| 11 вересня 2012 20:25 UTC−5 |

| Перу         | 1 − 1           | Аргентина  |
| ------------ | --------------- | ---------- |
| Самбрано 22' | Протокол(англ.) | Ігуаїн 38' |

| Естадіо Насіональ, Ліма Арбітр: Вілмар Ролдан (Колумбія) |

### Ігровий день 9
| 12 жовтня 2012 16:00 UTC–4 |

| Болівія      | 1 – 1           | Перу         |
| ------------ | --------------- | ------------ |
| Чумасеро 51' | Протокол(англ.) | Маріньйо 21' |

| Естадіо Ернандо Сілес, Ла-Пас Арбітр: Карлос Вера (Еквадор) |

| 12 жовтня 2012 15:30 UTC–5 |

| Колумбія         | 2 – 0           | Парагвай |
| ---------------- | --------------- | -------- |
| Фалькао 52', 90' | Протокол(англ.) |          |

| Естадіо Метрополітано Роберто Мелендес, Барранкілья Арбітр: Серхіо Пессотта (Аргентина) |

| 12 жовтня 2012 16:00 UTC–5 |

| Еквадор                          | 3 – 1          | Чилі             |
| -------------------------------- | -------------- | ---------------- |
| Сайседо 33', 56' Кастільйо 90+3' | Протокл(англ.) | Паредес 25' (аг) |

| Естадіо Олімпіко Атауальпа, Кіто Арбітр: Ебер Лопеш (Бразилія) |

| 12 жовтня 2012 21:00 UTC–3 |

| Аргентина                 | 3 – 0           | Уругвай |
| ------------------------- | --------------- | ------- |
| Мессі 66', 80' Агуеро 75' | Протокол(англ.) |         |

| Естадіо Мальвінас Аргентінас, Мендоса Арбітр: Лаендро Вуаден (Бразилія) |

### Ігровий день 10
| 16 жовтня 2012 16:00 UTC−4 |

| Болівія                         | 4 – 1           | Уругвай    |
| ------------------------------- | --------------- | ---------- |
| Сауседо 6', 51', 55' Мохіка 26' | Протокол(англ.) | Суарес 81' |

| Естажіон Ернандо Сілес, Ла-Пас Арбітр: Віктор Уго Рівера (Перу) |

| 16 жовтня 2012 17:30 UTC−4:30 |

| Венесуела | 1 – 1           | Еквадор       |
| --------- | --------------- | ------------- |
| Аранго 6' | Протокол(англ.) | Кастільйо 22' |

| Естадіо Хосе Антоніо Ансоатегі, Пуерто-ла-Крус Арбітр: Нестор Пітана (Аргентина) |

| 16 жовтня 2012 19:00 UTC−3 |

| Парагвай   | 1 – 0           | Перу |
| ---------- | --------------- | ---- |
| Агілар 54' | Протокол(англ.) |      |

| Естадіо Дефенсорес дель Чако, Асунсьйон Арбітр: Пабло Лунаті (Аргентина) |

| 16 жовтня 2012 21:05 UTC−3 |

| Чилі            | 1 – 2           | Аргентина            |
| --------------- | --------------- | -------------------- |
| Гутьєррес 90+2' | Протокол(англ.) | Мессі 28' Ігуаїн 31' |

| Естадіо Насьональ, Сантьяго Арбітр: Антоніо Аріас (Парагвай) |

### Ігровий день 11
| 22 березня 2013 15:00 UTC−5 |

| Колумбія                                                      | 5 − 0           | Болівія |
| ------------------------------------------------------------- | --------------- | ------- |
| Торрес 20' Вальдес 49' Гутьєррес 62' Фалькао 86' Armero 90+3' | Протокол(англ.) |         |

| Метрополітано Роберто Мелендес, Барранкілья Арбітр: Карлос Вера (Еквадор) |

| 22 березня 2013 19:00 UTC−3 |

| Уругвай    | 1 − 1           | Парагвай    |
| ---------- | --------------- | ----------- |
| Суарес 82' | Протокол(англ.) | Бенітес 86' |

| Естадіо Сентенаріо, Монтевідео Арбітр: Вілмар Ролдан (Колумбія) |

| 22 березня 2013 21:00 UTC−3 |

| Аргентина                        | 3 – 0           | Венесуела |
| -------------------------------- | --------------- | --------- |
| Ігуаїн 29', 59' Мессі 45' (пен.) | Протокол(англ.) |           |

| Естадіо Монументаль Антоіно Веспусіо Ліберті, Буенос-Айрес Арбітр: Віктор Уго Карільйо (Перу) |

| 22 березня 2013 21:10 UTC−5 |

| Перу       | 1 – 0           | Чилі |
| ---------- | --------------- | ---- |
| Фарфан 87' | Протокол(англ.) |      |

| Estadio Nacional, Естадіо Насіональ Арбітр: Дієго Абаль (Аргентина) |

### Ігровий день 12
| 26 березня 2013 16:00 UTC−4 |

| Болівія     | 1 – 1           | Аргентина  |
| ----------- | --------------- | ---------- |
| Мартінс 25' | Протокол(англ.) | Банега 44' |

| Естадіо Ернандо Сілес, Ла-Пас Арбітр: Енріке Оссес (Чилі) |

| 26 березня 2013 16:00 UTC−5 |

| Еквадор                                  | 4 – 1           | Парагвай      |
| ---------------------------------------- | --------------- | ------------- |
| Сайседо 38' Монтеро 50', 75' Бенітес 54' | Протокол(англ.) | Кабальєро 15' |

| Естадіо Олімпіко Атауальпа, Кіто Арбітр: Сандро Річчі (Бразилія) |

| 26 березня 2013 20:30 UTC−3 |

| Чилі                   | 2 – 0           | Уругвай |
| ---------------------- | --------------- | ------- |
| Паредес 10' Варгас 78' | Протокол(англ.) |         |

| Естадіо Насьональ, Сантьяго Арбітр: Нестор Пітана (Аргентина) |

| 26 березня 2013 19:30 UTC−4:30 |

| Венесуела  | 1 – 0           | Колумбія |
| ---------- | --------------- | -------- |
| Рондон 13' | Протокол(англ.) |          |

| Полідепортіво Качамай, Сіудад Гуаяна Арбітр: Антоніо Аріас (Парагвай) |

### Ігровий день 13
| 7 червня 2013 16:00 UTC−4 |

| Болівія    | 1 – 1           | Венесуела  |
| ---------- | --------------- | ---------- |
| Кампос 86' | Протокол(англ.) | Аранго 58' |

| Естадіо Ернандо Сілес, Ла-Пас Арбітр: Патрісіо Лоустау (Аргентина) |

| 7 червня 2013 19:05 UTC−3 |

| Аргентина | 0 – 0           | Колумбія |
| --------- | --------------- | -------- |
|           | Протокол(англ.) |          |

| Стадіон Монументаль імені Антоніо Веспучіо Ліберті, Буенос-Айрес Арбітр: Марлон Ескаланте (Венесуела) |

| 7 червня 2013 20:10 UTC−4 |

| Парагвай       | 1 – 2           | Чилі                  |
| -------------- | --------------- | --------------------- |
| Санта-Крус 88' | Протокол(англ.) | Варгас 41' Відаль 56' |

| Дефенсорес дель Чако, Асунсьйон Арбітр: Леандро Вуаден (Бразилія) |

| 7 червня 2013 21:10 UTC−5 |

| Перу        | 1 – 0           | Еквадор |
| ----------- | --------------- | ------- |
| Пісарро 12' | Протокол(англ.) |         |

| Естадіо Насьйональ, Ліма Глядачів: 55 351 Арбітр: Марсело Енріке (Бразилія) |

### Ігровий день 14
| 11 червня 2013 15:30 UTC−5 |

| Колумбія                         | 2 – 0           | Перу |
| -------------------------------- | --------------- | ---- |
| Фалькао 13' (пен.) Гутьєррес 45' | Протокол(англ.) |      |

| Естадіо Метрополітано Роберто Мелендес, Барранкілья Арбітр: Сандро Річчі (Бразилія) |

| 11 червня 2013 16:00 UTC−5 |

| Еквадор       | 1 – 1           | Аргентина        |
| ------------- | --------------- | ---------------- |
| Кастільйо 17' | Протокол(англ.) | Агуеро 4' (пен.) |

| Естадіо Олімпіко Атауальпа, Кіто Арбітр: Енріке Касерес (Парагвай) |

| 11 червня 2013 19:30 UTC−4:30 |

| Венесуела | 0 – 1           | Уругвай    |
| --------- | --------------- | ---------- |
|           | Протокол(англ.) | Кавані 28' |

| Полідепортіво Качамай, Сіудад-Гуаяна Арбітр: Паулу Олівейра (Бразилія) |

| 11 червня 2013 20:30 UTC−4 |

| Чилі                               | 3–1             | Болівія     |
| ---------------------------------- | --------------- | ----------- |
| Варгас 16' Санчес 18' Відаль 90+3' | Протокол(англ.) | Мартінс 32' |

| Естадіо Насьйональ, Сантьяго Арбітр: Даріо Убріако (Уругвай) |

### Ігровий день 15
| 6 вересня 2013 17:00 UTC−5 |

| Колумбія     | 1 – 0           | Еквадор |
| ------------ | --------------- | ------- |
| Родрігес 31' | Протокол(англ.) |         |

| Естадіо Метрополітано Роберто Мелендес, Барранкілья Глядачів: 45 000 Арбітр: Ебер Лопеш (Бразилія) |

| 6 вересня 2013 18:30 UTC−4 |

| Парагвай                                      | 4 – 0           | Болівія |
| --------------------------------------------- | --------------- | ------- |
| Фаббро 17' Санта-Крус 47' Ортіс 81' Гомес 84' | Протокол(англ.) |         |

| Дефенсорес дель Чако, Асунсьйон Глядачів: 10 000 Арбітр: Віктор Уго Каррілльйо (Перу) |

| 6 вересня 2013 20:30 UTC−4 |

| Чилі                               | 3 – 0           | Венесуела |
| ---------------------------------- | --------------- | --------- |
| Варгас 11' Гонсалес 30' Відаль 85' | Протокол(англ.) |           |

| Естадіон Насьйональ, Сантьяго Глядачів: 45 000 Арбітр: Сандро Річчі (Брвзилія) |

| 6 вересня 2013 21:30 UTC−5 |

| Перу       | 1 – 2           | Уругвай                |
| ---------- | --------------- | ---------------------- |
| Фарфан 84' | Протокол(англ.) | Суарес 43' (пен.), 67' |

| Естадіо Насьйональ, Ліма Глядачів: 50 000 Арбітр: Патрісіо Лоустау (Вргентина) |

### Ігровий день 16
| 10 вересня 2013 16:00 UTC−4 |

| Болівія        | 1 – 1           | Еквадор            |
| -------------- | --------------- | ------------------ |
| Арраскайта 47' | Протокол(англ.) | Сайседо 58' (пен.) |

| Ернандо Сілес, Ла-Пас Глядачів: 15 000 Арбітр: Паулу Олівейра (Бразилія) |

| 10 вересня 2013 19:00 UTC−3 |

| Уругвай               | 2 – 0           | Колумбія |
| --------------------- | --------------- | -------- |
| Кавані 77' Стуані 81' | Протокол(англ.) |          |

| Естадіо Сентенаріо, Монтевідео Глядачів: 35 000 Арбітр: Антоніо Аріас (Парагвай) |

| 10 вересня 2013 19:25 UTC−4:30 |

| Венесуела                                   | 3 – 2           | Перу                    |
| ------------------------------------------- | --------------- | ----------------------- |
| Рондон 37' К. Гонсалес 62' (пен.) Отеро 77' | Протокол(англ.) | Уртадо 20' Самбрано 88' |

| Хосе Антоніо, Пуерто-ла-Крус Глядачів: 20 000 Арбітр: Нестор Пітана (Аргентина) |

| 10 вересня 2013 21:40 UTC−4 |

| Парагвай                  | 2 – 5           | Аргентина                                                            |
| ------------------------- | --------------- | -------------------------------------------------------------------- |
| Нуньєс 17' Санта-Крус 86' | Протокол(англ.) | Мессі 12' (пен.), 53' (пен.) Агуеро 32' ді Марія 50' М. Родрігес 90' |

| Дефенсорес дель Чако, Асунсьйон Арбітр: Енріке Оссес (Чилі) |

### Ігровий день 17
| 11 жовтня 2013 16:00 UTC−5 |

| Колумбія                                        | 3 – 3           | Чилі                              |
| ----------------------------------------------- | --------------- | --------------------------------- |
| Т. Гутьєррес 69' Фалькао 75' (пен.), 84' (пен.) | Протокол(англ.) | Відаль 19' (пен.) Санчес 22', 29' |

| Естадіо Метрополітано Роберто Мелендес, Барранкілья Глядачів: 45 000 Арбітр: Пауло Олівейра (Бразилія) |

| 11 жовтня 2013 16:00 UTC−5 |

| Еквадор     | 1 – 0           | Уругвай |
| ----------- | --------------- | ------- |
| Монтеро 30' | Протокол(англ.) |         |

| Естадіо Олімпіко Атауальпа, Кіто Арбітр: Сандро Річчі (Бразилія) |

| 11 жовтня 2013 16:30 UTC−4:30 |

| Венесуела  | 1 – 1           | Парагвай       |
| ---------- | --------------- | -------------- |
| Сейхас 83' | Протокол(англ.) | Е. Бенітес 28' |

| Естадіо Полідепортіво де Пуебло Нуево, Сан-Кристобаль Арбітр: Віктор Уго Каррілльйо (Перу) |

| 11 жовтня 2013 20:00 UTC−3 |

| Аргентина                    | 3 – 1           | Перу        |
| ---------------------------- | --------------- | ----------- |
| Лавессі 23', 35' Паласіо 47' | Протокол(англ.) | Пісарро 21' |

| Монументаль, Буенос-Айрес Арбітр: Карлос Вера (Еквадор) |

### Ігровий день 18
| 15 жовтня 2013 20:30 UTC−3 |

| Парагвай    | 1 – 2           | Колумбія      |
| ----------- | --------------- | ------------- |
| Х. Рохас 7' | Протокол(англ.) | Єпес 38', 56' |

| Естадіо Дефенсорес дель Чако, Асунсьйон Арбітр: Дієго Адаль (Аргентина) |

| 15 жовтня 2013 20:30 UTC−3 |

| Чилі                  | 2 – 1           | Еквадор     |
| --------------------- | --------------- | ----------- |
| Санчес 35' Медель 38' | Протокол(англ.) | Сайседо 66' |

| Естадіо Насьйональ, Сантьяго Глядачів: 45 000 Арбітр: Леандро Вуаден (Бразилія) |

| 15 жовтня 2013 21:30 UTC−2 |

| Уругвай                                     | 3 – 2           | Аргентина            |
| ------------------------------------------- | --------------- | -------------------- |
| К. Родрігес 6' Суарес 34' (пен.) Кавані 49' | Протокол(англ.) | М. Родрігес 15', 41' |

| Естадіо Сентенаріо, Монтевідео Арбітр: Марсело Енріке (Бразилія) |

| 15 жовтня 2013 21:15 UTC−5 |

| Перу      | 1 – 1           | Болівія        |
| --------- | --------------- | -------------- |
| Йотун 19' | Протокол(англ.) | Бехарано 45+2' |

| Естадіо Насьйональ, Ліма Глядачів: 0 Арбітр: Енріке Касерес (Парагвай) |

## Бомбардири
11 голів
| - Луїс Суарес |

10 голів
| - Ліонель Мессі |

9 голів
| - Гонсало Ігуаїн | - Радамель Фалькао |  |

7 голів
| - Феліпе Кайседо |

6 голів
| - Теофіло Гутьєррес |

5 голів
| - Серхіо Агуеро - Хосе Саломон Рондон | - Джефферсон Фарфан - Едінсон Кавані | - Едуардо Варгас - Артуро Відаль |

4 голи
| - Марсело Мартінс | - Крістіан Бенітес | - Алексіс Санчес |  |